# Barranco De Valdemesón - Azaila
Barranco De Valdemesón - Azaila este o arie protejată (arie specială de conservare — SAC, sit de importanță comunitară — SCI) din Spania întinsă pe o suprafață de 617,54 ha, integral pe uscat.

## Localizare
Centrul sitului Barranco De Valdemesón - Azaila este situat la coordonatele 41°16′46″N 0°27′25″W / 41.2794°N 0.457046°V.

## Înființare
Situl Barranco De Valdemesón - Azaila a fost declarat sit de importanță comunitară în iulie 2000 pentru a proteja un număr necunoscut de specii din flora spontană și fauna sălbatică aflate în arealul zonei. Situl a fost protejat și ca arie specială de conservare în februarie 2021.

## Biodiversitate
Situată în ecoregiunea mediteraneană, aria protejată conține 2 habitate naturale: Pseudostepă cu ierburi și specii anuale de Thero-Brachypodietea, Vegetație gipsofilă iberică (Gypsophiletalia).
La baza desemnării sitului se află un număr nedeclarat de specii protejate.
Pe lângă speciile protejate, pe teritoriul sitului au mai fost identificate 1 specie de plante, 6 specii de păsări, 2 specii de amfibieni, 1 specie de mamifere, 2 specii de reptile.